# Baheri
Baheri es una ciudad y municipio situado en el distrito de Bareilly en el estado de Uttar Pradesh (India). Su población es de 68413 habitantes (2011).

## Demografía
Según el  censo de 2011 la población de Baheri era de 68 413 habitantes, de los cuales 35 939 eran hombres y 32 474 eran mujeres. Baheri tiene una tasa media de alfabetización del 55,09%, inferior a la media estatal del 67,68%: la alfabetización masculina es del 61,29%, y la alfabetización femenina del 48,23%.